# Ernst Schaude
Ernst Otto Schaude (* 12. November 1916 in Stuttgart; † 25. Februar 2001) war ein deutscher Verwaltungsjurist, Landrat des Landkreises Nürtingen (1946 bis 1972) und Regierungsvizepräsident im Regierungsbezirk Stuttgart.

## Leben
Der Sohn von Ernst Schaude, dem Bürgermeister der Gemeinde Hülben von 1922 bis 1951, besuchte 1927 bis 1933 die Realschule mit Lateinabteilung in Urach, anschließend die Oberrealschule in Reutlingen, die er 1936 mit dem Abitur abschloss. Von 1936 bis 1937 studierte er evangelische Theologie und 1937 bis 1940 Rechtswissenschaften an der Universität Tübingen. 1941 legte er die erste juristische Staatsprüfung ab und war danach Gerichtsreferendar in Urach und in Tübingen. Er arbeitete auch in einer Anwaltskanzlei in Nagold.
Von 1941 bis 1945 war er Gerichtsreferendar, zugleich von 1942 bis 1944 wissenschaftlicher Assistent am Seminar für Völkerrecht an der Universität Tübingen, wo er 1943 auch promoviert wurde. Die zweite juristische Staatsprüfung legte er 1945 ab.
Beim Landratsamt Nürtingen begann Ernst Schaude als Regierungsassessor. Nachdem er von Februar bis Mai 1946 zunächst kommissarisch als Landrat eingesetzt worden war, übernahm er dieses Amt im September 1946. Er war Landrat bis zur Auflösung des Landkreises Nürtingen im Dezember 1972. Von 1973 bis zu seinem Eintritt in den Ruhestand 1979 war er Regierungsvizepräsident im Regierungsbezirk Stuttgart. 
Daneben war Ernst Schaude von 1948 bis 1972 Mitglied im Hauptausschuss des Deutschen Landkreistages, von 1966 bis 1972 außerdem stellvertretender Präsident des Landkreistags Baden-Württemberg. Des Weiteren war er von 1957 bis 1974 Vorsitzender des Kreisverbands Nürtingen der Europa-Union Deutschland. Von 1973 bis 1984 war er Verwaltungsratsvorsitzender beim Diakonissenmutterhaus der Olgaschwestern in Stuttgart, von 1979 bis 1990 auch Vorsitzender der Sektion Schwaben des Deutschen Alpenvereins.
Ernst Schaude gehörte am Anfang seiner Amtszeit der Vorläufigen Volksvertretung für Württemberg-Baden an. Es handelte sich um ein parlamentsähnliches Gremium in der Amerikanischen Besatzungszone in Württemberg-Baden zur Beratung der von der Militärregierung eingesetzten zivilen Regierung, das zwischen Januar und Juni 1946 als Vorläufer der am 30. Juni 1946 in freier Wahl gewählten Verfassunggebenden Landesversammlung tagte. Sie entsprach den Ernannten Landtagen der anderen Länder in der amerikanischen und britischen Besatzungszone.
Er war seit 1937 Mitglied der Studentenverbindung A.G. Stuttgardia Tübingen.

## Schriften
- Die innerstaatliche Inkraftsetzung von Staatsverträgen im deutschen Führerstaate. Dissertation. Tübingen 1943.
- Bericht über das Krankenhauswesen und die Fürsorge für altersheimbedürftige Personen im Kreis Nürtingen. Kreisverband Nürtingen, Nürtingen 1948.
- Kommunale Gegenwartsfragen. Landkreis Nürtingen, Nürtingen 1955.
- Der Landkreis Nürtingen und seine Vertriebenen. In: Nürtinger Kreisnachrichten, 4. Dezember 1958, S. 9.
- Krankenhäuser am Scheideweg. In: Die medizinische Welt. Ärztliche Wochenschrift., Stuttgart, 28. März 1964, S. 722–725.
- Stellungnahme zum Denkmodell der Landesregierung zur Kreisneueinteilung. Landkreis Nürtingen, Nürtingen 1970.
- Aufgabe und Sinn orts- und regionalgeschichtlicher Veröffentlichungen aus der Sicht der öffentlichen Verwaltung. In: Zeitschrift für württembergische Landesgeschichte (ZWLG) 36, 1979, S. 298–308.
- Umweltethik und ihre Bedeutung.  In:  Blätter des Schwäbischen Albvereins, Heft 3/1981, S. 71–72.

## Ehrungen
- 1973: Verdienstkreuz 1. Klasse der Bundesrepublik Deutschland[1]
- 1980: Ehrensenator der Fachhochschule Nürtingen
- 1986: Große Medaille des Landkreises Esslingen und Verfassungsmedaille des Landes Baden-Württemberg
- 1989: Heimatmedaille des Landes Baden-Württemberg „Für Verdienste um die Heimat Baden-Württemberg“